# Рольф Дальгрен
Рольф Дальгрен (швед. Rolf Martin Theodor Dahlgren; 7 липня 1932 — 14 лютого 1987) — шведсько-данський ботанік, професор Копенгагенського університету.

## Біографія
Рольф Дальгрен народився 7 липня 1932 року в Еребру.
Отримав ступінь магістра з біології (1955) та ступінь доктора наук з ботаніки (1963) у Лундському університеті. Під час перебування на посаді доцента Лундського ботанічного музею брав участь у ботанічних експедиціях до Південної Африки у 1956—1957 та 1965—1966 роках.
У 1973 році став професором ботаніки в Копенгагенському університеті. Тут він розробив свою систему класифікації покритонасінних, основану на значно більшій кількості класифікаційних ознак, ніж попередні системи, у тому числі на фітохімічних характеристиках (див. також хемотаксономія). Хоча система була вперше представлена данською мовою, вона швидко отримала широке визнання, особливо завдяки наглядним діаграмам, так званим дальгренограмам.
У 1986 році він був обраний членом Шведської королівської академії наук.
Загинув у автокатастрофі в Сконе (Швеція) 14 лютого 1987 року.
Рольф Дальгрен був одружений із шведською вченою-ботаніком Гертруд Дальгрен. У них було троє дітей: Сусанна, Гелена та Фредерік.

## Вшанування памя'ті
На честь Рольфа Дальгрена названо південнафриканський монотипний рід Dahlgrenodendron J.J.M.van der Merwe & A.E.van Wyk (1988).
У 1987 році в Берліні відбувся меморіальний симпозіум Рольфа Дальгрена.

## Окремі публікації
- Dahlgren, Rolf (1963). Studies on Aspalathus and some related genera in South Africa (PhD thesis). Lund: Lund University.
- Dahlgren, Rolf (1974–76). Angiospermernes taxonomi, vol. 1-4. Copenhagen: Akademisk Forlag.
- Dahlgren, R. (1975). A system of classification of angiosperms to be used to demonstrate the distribution of characters. Botaniska Notiser. 128: 119—147.
- Dahlgren R. (1975b). The distribution of characters within an angiosperm system. I. Some embryological characters. Botaniska Notiser  128: 181–197
- Dahlgren, Rolf (1977). A commentary on a diagrammatic presentation of the angiosperms in relation to the distribution of character states. с. 253—284. in Kubitzki, (1977)
- Dahlgren, R., 1977b. A note on the Taxonomy of the 'Synpetalae' and related groups. Publications of the Cairo University Herbarium, 7–8: 83- 102.
- Dahlgren. R., Nielsen, B. J., Goldblait, P. & Rourke, J. P., 1979. Further notes on Retziaceae, its chemical contents and affinities. Annals of the Missouri Botanical Garden, 66: 545-556
- Dahlgren, R., Jensen, S. R., & Nielsen, B. J., 1976. Iridoid compounds in Fouquieraceae and notes on its possible affinities. Bolaniska Notiser 129: 207-212.
- Dahlgren, R. M. T. (February 1980). A revised system of classification of the angiosperms. Botanical Journal of the Linnean Society. 80 (2): 91—124. doi:10.1111/j.1095-8339.1980.tb01661.x.
- Dahlgren, Rolf; Clifford, H. T. (1982). The monocotyledons: A comparative study. London and New York: Academic Press. ISBN 9780122006807.
- Dahlgren R.(1983). "General Aspects of Angiosperm Evolution and Macrosystematics". Nordic Journal of Botany 3: 119-149
- Dahlgren, Rolf; Rasmussen, F.N. (1983). Monocotyledon evolution: characters and phylogenetic analysis. Evol. Biol. 16: 255—395. doi:10.1007/978-1-4615-6971-8_7.
- Dahlgren, Rolf M.; Clifford, H. T.; Yeo, Peter (1985). The families of the monocotyledons: Structure, evolution, and taxonomy. Berlin and New York: Springer-Verlag. ISBN 978-3-642-64903-5. Процитовано 10 лютого 2014. Additional excerpts
- Dahlgren, Rolf; Lu, An-ming (1985). Campynemanthe (Campynemaceae): Morphology, microsporogenesis, early ovule ontogeny and relationships. Nordic Journal of Botany. 5 (4): 321—330. doi:10.1111/j.1756-1051.1985.tb01660.x.